# 亞歷山大·卡特來特
亞歷山大·卡特來特（英語：Alexander Joy Cartwright, Jr.，1820年4月17日—1892年7月12日），美國銀行家，歷史上最早之棒球規則制定者，1938年入選美國棒球名人堂。

## 歷史

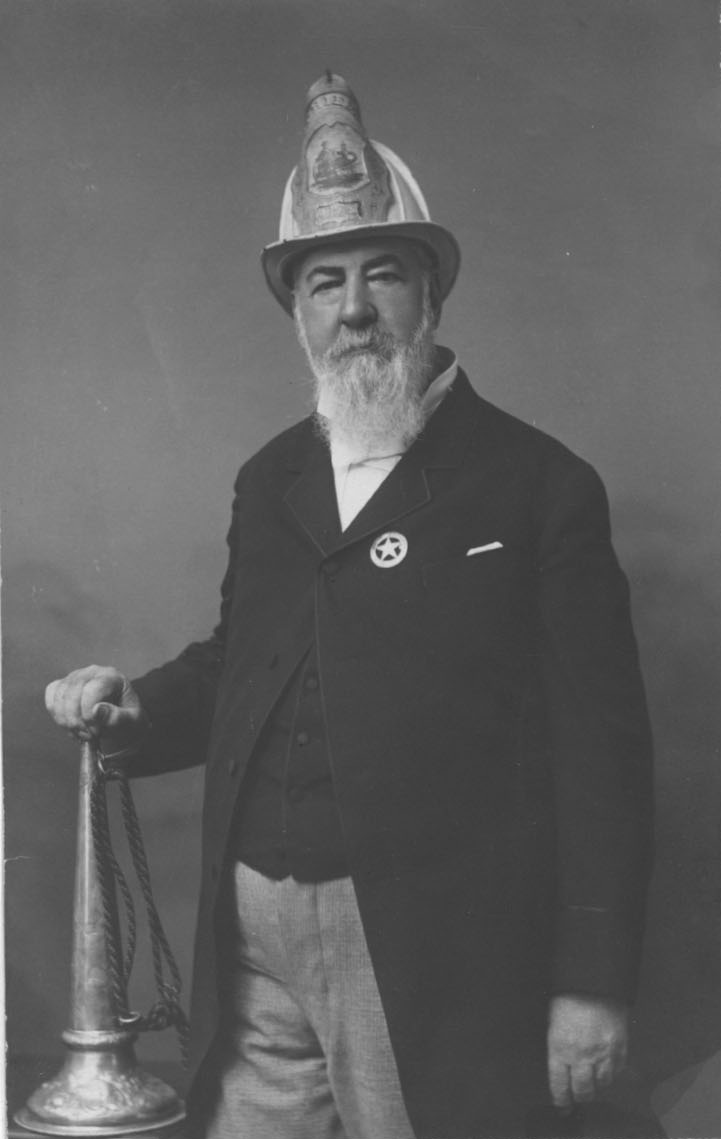
亞歷山大·卡特來特

1845年史上第一個棒球俱樂部「尼克巴克」（Knicker Bocker）在紐約成立，並由負責人卡特來特制定適合當時背景的棒球規則，並在翌年修訂，即為史上最早之棒球規則，成為目前棒球規則之骨幹。

## 簡介
卡萊特是一位銀行家也是位土地測量員，是尼克巴克棒球俱樂部的一員。他訂定棒球場內之壘間距離為90英尺（27），首次以扁平的壘包代替原來的木樁，每個壘設置守備員，於二、三壘間設置一位守備員稱為游擊手，規定九名球員出場比賽，三名於外野區，比賽以那一隊先超過21分即比賽結束。又規定三好球構成一出局，三出局構成一局球賽，亦訂定捕手未正規捕接第三好球時之「不死三振」與比賽中打擊者的打擊順序不能變更等規則。由這些規則的訂定人們可以想像出他對美國棒球的貢獻。

## 相关
- 在渡边信一郎监督的日本電視动畫作品《混沌武士》（サムライチャンプルー）第二十三话“一球入魂”中出场，但为虚构的故事。